# Skadi Krause
Skadi Siiri Krause (* 1970 in Gera) ist eine deutsche Politikwissenschaftlerin und Autorin.

## Leben
Krause studierte von 1990 bis 1996 Philosophie, Politologie, Soziologie, Germanistik und Islamwissenschaften an der Humboldt-Universität zu Berlin. Ihre Magisterarbeit legte sie 1996 zum Thema Selbstbestimmung und Modifikation der Gewalt in der politischen Philosophie Eric Weils vor. Anschließend war Krause bis 2006 Lehrbeauftragte und wissenschaftliche Mitarbeiterin am Institut für Sozialwissenschaften der Humboldt-Universität. 2006 wurde Skadi Krause bei Herfried Münkler zum Dr. phil mit dem Thema „Die souveräne Nation. Zur Delegitimierung monarchischer Herrschaft 1788–1789“ promoviert. Aurore Gaillet besprach die Dissertation in der Zeitschrift des Max-Planck-Instituts für europäische Rechtsgeschichte und hob hervor, dass sich bei dieser Arbeit verschiedene „Forschungslinien sowohl der Politik- und der Rechtswissenschaft als auch der Rechtsgeschichte“ kreuzen. „Durch die ganze Arbeit hindurch kann man feststellen, inwieweit Politik- und Rechtsverständnis im verfassungsgebenden Moment verknüpft waren.“
Ab 2008 unterrichtete Krause an der Universität Halle-Wittenberg am Institut für Politische Wissenschaft und Japanologie. Von 2013 bis 2016 arbeitete sie dort in dem DFG-Forschungsprojekt "Theorie und Praxis der Demokratie. Tocquevilles erfahrungswissenschaftliche Konzeption einer 'Neuen Wissenschaft der Politik'". Im Rahmen dieses Projektes entstand der Sammelband „Alexis de Tocqueville. Analytiker der Demokratie“, den sie zusammen mit Harald Bluhm veröffentlichte. Eva Marlene Hausteiner unterstrich in ihrer Rezension die Bedeutung dieses Bandes für die Tocqueville-Forschung: „Es enthält nicht weniger als einen systematischen Überblick zur methodischen Bewertung Tocquevilles – komplettiert um exemplarische Tiefenbohrungen in dessen demokratieanalytische Praxis. Die Brillanz und Originalität der Tocqueville’schen Methode – erfahrungsgesättigt, induktiv und kontextsensibel – werden ebenso exponiert wie die theoretischen Vergleichbarkeiten, Geistesverwandtschaften und Schwächen der angeblich so neuen Politikwissenschaft.“ Eine Monographie zu ihrem Forschungsschwerpunkt legte Krause 2017 mit dem Band "Eine neue politische Wissenschaft für eine neue Welt - Alexis de Tocqueville im Spiegel seiner Zeit" vor. In der Frankfurter Allgemeinen Zeitung lobte Günther Nonnenmacher den Ansatz, Tocquevilles politische Wissenschaft in die zeitgenössischen Debatten einzuordnen. Die Autorin habe die französische, amerikanische und englische Literatur aus seiner Zeit gesichtet, die die Originalität und Weitsicht des Liberalen verdeutlichen. Volker M. Heins nannte Krauses Monographie einen „Meilenstein der Tocqueville-Forschung“.
Weitere Forschungsschwerpunkte sind Theorien des Föderalismus, Revolutionstheorien und eine politische Ideengeschichte der Demokratie. Krause arbeitet derzeit an dem DFG-Forschungsprojekt "Verdrängte Alternative: Ein drittes Modell der Demokratie" an der TU Darmstadt.

## Veröffentlichungen

### Autorin
- Eine neue politische Wissenschaft für eine neue Welt - Alexis de Tocqueville im Spiegel seiner Zeit, Suhrkamp Taschenbuch, Berlin 2017, ISBN 978-3-518-29827-5.
- Die souveräne Nation. Zur Delegitimierung monarchischer Herrschaft in Frankreich 1788–1789, Humboldt & Duncker, Berlin 2008, ISBN 978-3-428-12733-7.
- mit Karsten Malowitz: Michael Walzer zur Einführung, Junius, Hamburg 1998, ISBN 978-3-88506-970-6.

### Herausgeberschaft
- Republicanism and Democracy. Close Friends?, gemeinsam mit Dirk Jörke, Springer, Chem 2023, ISBN 978-3-031-15780-6.
- Tocqueville-Handbuch. Leben – Werk – Wirkung, gemeinsam mit Norbert Campagna und Oliver Hidalgo, Metzler, Stuttgart 2021, ISBN 978-3-476-05754-9.
- Theories of Modern Federalism, Nomos Verlag, Baden-Baden 2019, ISBN 978-3-8487-5697-1.
- Erfahrungsräume der Demokratie. Zum Staatsdenken von Alexis de Tocqueville, Franz Steiner Verlag, Stuttgart 2017, ISBN 978-3-515-11835-4.
- Alexis de Tocqueville. Analytiker der Demokratie, gemeinsam mit Harald Bluhm, Fink Verlag, Paderborn 2016, ISBN 978-3-7705-5954-1.
- Robert Michels’ Soziologie des Parteiwesens: Oligarchien und Eliten -– die Kehrseiten moderner Demokratie, gemeinsam mit Harald Bluhm, Springer VS, Wiesbaden 2012, ISBN 978-3-531-94285-8.
- Alexis de Tocqueville. Kleine politische Schriften, in Zusammenarbeit mit Harald Bluhm, Akademie Verlag, Berlin 2006, ISBN 978-3-05-004175-9.

### Übersetzungen
- Richard Tuck. Hobbes, Herder-Spektrum, Freiburg 2004, ISBN 978-3-926642-41-7.
- Alexis de Tocqueville. Kleine politische Schriften, Akademie Verlag, Berlin 2006, ISBN 978-3-05-004175-9.

### Rezensionen
- Aurore Gaillet: « Vom Untertan zum Citoyen », Rezension : Skadi Krause, « Die souveräne Nation. Zur Delegitimierung monarchischer Herrschaft in Frankreich 1788–1789 ». Zeitschrift des Max-Planck-Instituts für europäische Rechtsgeschichte (15), 2009, S. 209–211.
- perlentaucher.de: Eine neue Politische Wissenschaft für eine neue Welt
- soziopolis.de: Tocqueville über moderne Freiheit und ihr Gegenteil